# Nhà thờ Thánh Lôrensô, Warszawa

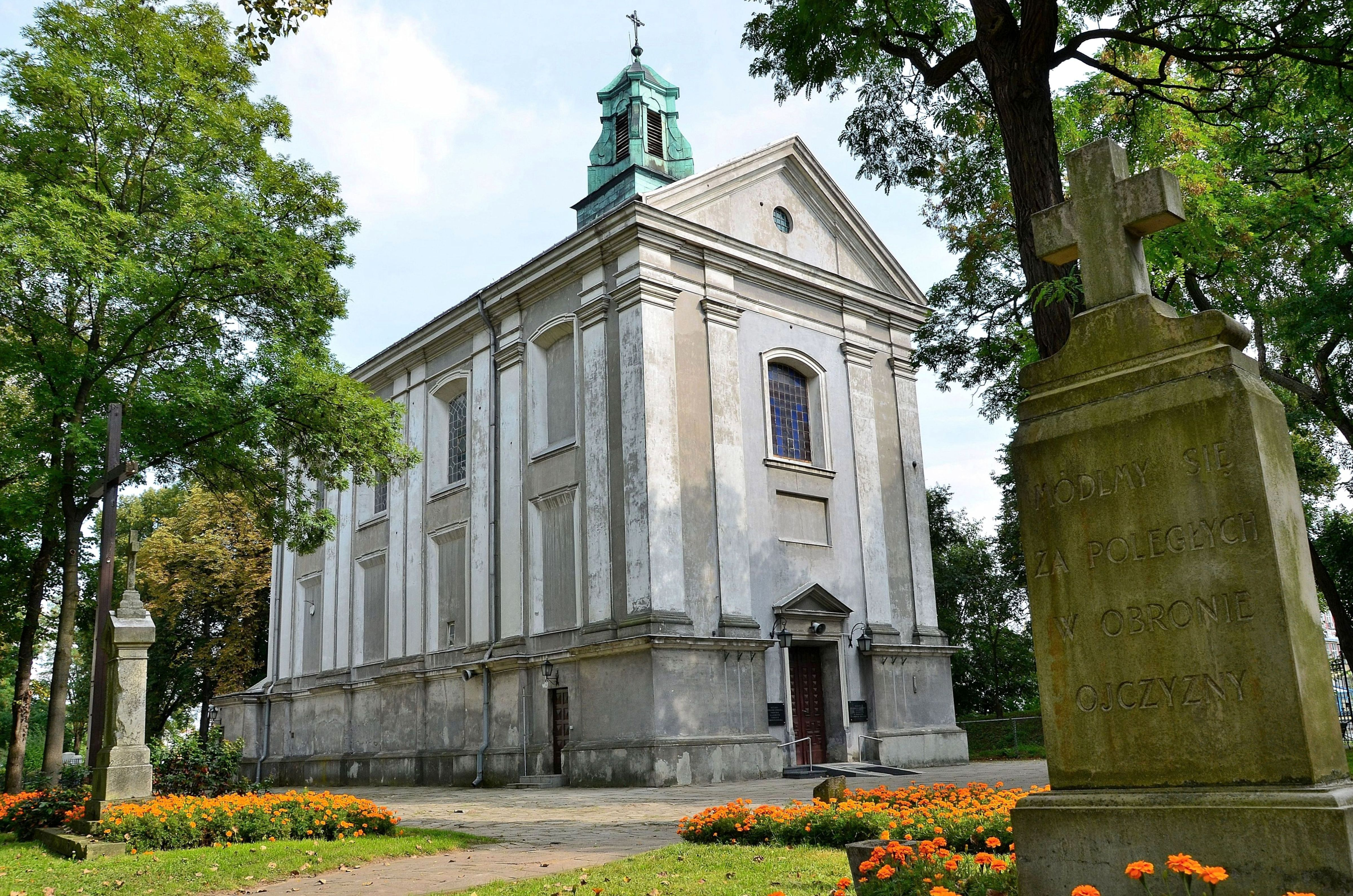
Khung cảnh hiện đại của nhà thờ St. Lawrence

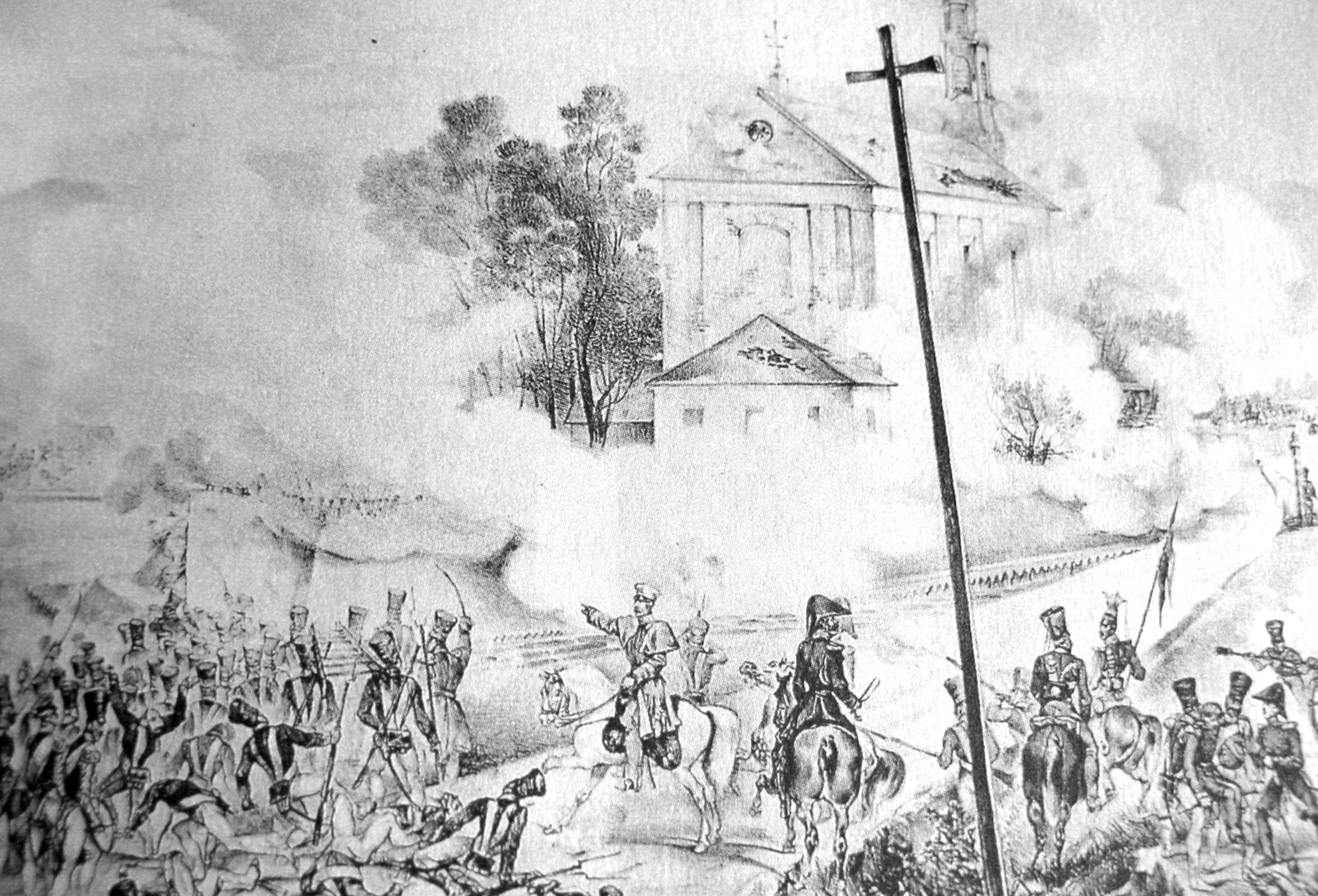
Nhà thờ là một trong những vị trí quan trọng nhất của Ba Lan trong Trận Warsaw (1831)

Nhà thờ St. Lawrence (tiếng Ba Lan: kościół św. Wawrzyńca Wawrzyńca) là một nhà thờ Công giáo La Mã nằm ở quận Wola của Warsaw. Là một tòa nhà theo lối tân cổ điển, địa điểm này được biết đến như là điểm trung tâm của "Redoubt số 56" của Ba Lan trong trận chiến Warsaw năm 1831. 
Ban đầu đây chỉ là một nhà thờ nhỏ bằng gỗ được xây dựng sớm nhất là vào thế kỷ 14. Nó lần đầu tiên được đề cập bằng văn bản trong một tài liệu của Antipope John XXIII ngày 1412. Cho đến thế kỷ 17, nhà thờ chỉ là một nhánh của Nhà thờ St. John và mãi đến năm 1611, một giáo xứ riêng biệt mới được thành lập tại làng Wielka Wola.
Trong thời kỳ Đại hồng thủy, nhà thờ bằng gỗ đã bị lực lượng Thụy Điển phá hủy, nhưng được xây dựng lại ngay sau đó. Năm 1695, phó tế của Warsaw Reverend Mikołaj Popławski thành lập một nhà thờ mới ở vị trí của nó, với số tiền được tặng bởi nữ hoàng Marie Casimire Louise de La Grange d' Tuy nhiên, sau khi vua John III Sobieski qua đời, tiền đã được rút lại và mãi đến năm 1755, công trình xây dựng mới hoàn thành. Tòa nhà được thiết kế bởi Joachim Daniel Jauch. Sau khi chết, các tác phẩm được giám sát bởi Johann Friedrich Knöbel. Trong cuộc bao vây Warsaw (1794), khu vực xung quanh nhà thờ đã được chuyển đổi thành một thành lũy cho lực lượng Ba Lan và nhà thờ bị tàn phá nặng nề. Được xây dựng lại vào năm 1807, một lần nữa nó được tái xác nhận vào năm 1811. Tuy nhiên, trong cuộc bao vây Warsaw của Nga vào năm 1831, khu vực này lại được chuyển thành pháo đài và nhà thờ lại bị tàn phá nặng nề.
Sau sự sụp đổ của cuộc nổi dậy tháng 11, tòa nhà nhà thờ đã bị chính quyền Nga tịch thu. Theo chính sách chính thức của Nga hóa, nó đã được chuyển đổi thành một nhà thờ Chính thống dành cho Hình ảnh Thánh của Đức Mẹ Vladimir, vị thánh bảo trợ của ngày Warsaw bị người Nga bắt giữ. Để kỷ niệm trận chiến, 12 thùng pháo của Nga đã được đặt trên tường nhà thờ.
Sau Đại lễ năm 1915, nhà thờ được trả lại cho người Công giáo. Năm 1923, một giáo xứ St. Lawrence mới được thành lập ở đó. Trong cuộc bao vây Warsaw năm 1939, nhà thờ chỉ bị hư hại nhẹ. Tuy nhiên, trong cuộc nổi dậy ở Warsaw, người Đức đã chiếm nhà thờ và sử dụng nó làm địa điểm cho vụ giết hại hàng loạt thường dân Warsaw mà họ đã bắt được trong vụ thảm sát Wola. Sau đó, nhà thờ đã bị đốt cháy.
Nó được xây dựng lại sau Thế chiến II, và bây giờ nhà thờ là một giáo xứ nhỏ gồm khoảng 1000 thành viên. Hầu hết cư dân gần đó hiện đang thực hiện nghi lễ tôn giáo tại nhà thờ Good Shepherd (Kościół Dobrego Pasterza) được xây dựng gần đó tại Phố Redutowa.